# Saint-Simeux
Ne pas confondre avec Saint-Simon, village des gabariers, plus en aval sur la Charente.
Saint-Simeux est une commune du Sud-Ouest de la France, située dans le département de la Charente (région Nouvelle-Aquitaine).
Le 1er janvier 2021, la commune nouvelle de Mosnac-Saint-Simeux est créée avec la fusion des deux communes de Mosnac et Saint-Simeux devenues communes déléguées.
Ses habitants sont les Saint-Simeusiens et les Saint-Simeusiennes.

## Géographie

### Localisation et accès
Saint-Simeux est une commune située à 4 km au nord-est de Châteauneuf-sur-Charente et 14 km à l'ouest d'Angoulême, sur la rive droite de la Charente.
Le bourg de Saint-Simeux est aussi à 5 km au sud-ouest d'Hiersac, 6 km à l'ouest de Nersac et Trois-Palis, 13 km à l'est de Jarnac et 24 km à l'est de Cognac.
À l'écart des grandes routes, la commune est traversée du sud au nord par la D 14, route de Châteauneuf à Hiersac, qui passe 1 km à l'ouest du bourg. Celui-ci est desservi par la D.84 qui longe la Charente et passe en contrebas de l'église. La D 72, route d'Angoulême à Vibrac par Trois-Palis, traverse le nord de la commune d'est en ouest et passe aussi à 1 km du bourg. La D 22, route de Châteauneuf à Jarnac par la rive droite et Vibrac, traverse le sud-ouest de la commune. Enfin, un pont franchissant le fleuve relie la commune et le bourg à Mosnac.
La gare la plus proche est celle de Châteauneuf, desservie par des TER à destination d'Angoulême, Cognac, Saintes et Royan.

### Hameaux et lieux-dits
La commune comporte quelques hameaux : Plançon et Tourtron à l'ouest, les Coupeaux sur la limite sud, les Corbeaux au sud du bourg en vis-à-vis, et au nord-est tout un groupe comprenant les Miots, le Bois de Vog, la Forgerie, les Pellières et Chez Touchard.

### Communes limitrophes
| Vibrac          | Moulidars                |                              |
| Angeac-Charente | Saint-Simeux             | Champmillon                  |
|                 | Châteauneuf-sur-Charente | Mosnac (Mosnac-Saint-Simeux) |

### Géologie et relief
La commune occupe un plateau calcaire qui appartient au Bassin aquitain comme les trois quarts ouest du département de la Charente, et se trouve sur la limite entre le Jurassique qui occupe la moitié nord du département et le Crétacé qui commence à Moulidars.
Le Portlandien (Jurassique supérieur) occupe une minuscule zone à l'est de la commune, en limite avec Champmillon. Un fin ruban de Purbeckien, marne riche en argile et en gypse de la fin du Jurassique, longe la vallée de la Charente au pied du plateau, et occupe les altitudes comprises entre 25 et 45 m environ, ainsi qu'en limite nord-ouest de la commune au pied de Plançon.
Enfin le plateau, occupant la grande partie centrale de la commune, est composé de Cénomanien (Crétacé supérieur).
La vallée de la Charente est occupée par des alluvions récentes du Quaternaire,,.
Saint-Simeux est sur la rive droite de la Charente. La commune occupe l'intérieur d'un large méandre du fleuve dont la partie sud traverse la commune de Châteauneuf. Le plateau composant une grande partie de la commune est à une altitude moyenne de 80 m.
Le village de Saint-Simeux est construit en haut de la rive concave qui borde un autre méandre, celui de Mosnac, et le village est en surplomb d'où le nom de rempart donné à ce lieu escarpé.
Le point culminant de la commune est à une altitude de 99 mètres, situé sur la limite septentrionale. Le point le plus bas est à 16 m, situé le long de la Charente à l'ouest au pied de Tourtron. Le bourg s'étage entre 25 et 60 mètres d'altitude.

### Hydrographie
La commune est bordée au sud-est et à l'ouest par la Charente entre Angoulême et Jarnac, fleuve qui borde la commune au sud-est et au sud-ouest.
Le Ris, ruisseau temporaire affluent de la Charente à Vibrac, limite la commune au nord-ouest. Un autre petit ruisseau naît au pied du bourg et du Maine Michaud pour se jeter dans la Charente au bout de 200 mètres. On trouve aussi quelques lavoirs et fontaines.

### Climat
Comme dans les trois quarts sud et ouest du département, le climat est océanique aquitain.

## Urbanisme

### Typologie
Selon la terminologie définie par l'Insee et le zonage publié en 2020, Saint-Simeux est une commune rurale, car elle n'appartient à aucune unité urbaine,,.
Par ailleurs la commune fait partie de l'aire d'attraction d'Angoulême, dont elle est une commune de la couronne. Cette aire, qui regroupe 95 communes, est catégorisée dans les aires de 50 000 à moins de 200 000 habitants,.

## Toponymie
Le nom est attesté sous la forme ancienne Sanctus Simeon vers 1300.
Siméon  est le nom de plusieurs saints, dont Siméon le Stylite, anachorète en Cilicie, mort en 459, connu pour avoir prêché jusqu'à la fin de sa vie en haut d'une colonne (d'où son nom). C'est lui qui serait le patron de la paroisse.
La carte de Cassini, au XVIIIe siècle, indique encore St.Simeon, nom de la paroisse. La commune a été créée Saint-Simeux en 1793.
Pendant la Révolution, Saint-Simeux s'est appelé Simeux-Charente.

## Histoire
Il y aurait eu une forteresse du XIIIe siècle appelée la tour de Montmedou, dont on ignore la localisation, mais elle était « située non loin du bourg, en haut du chemin de Châteauneuf et dominait la Charente ». Elle aurait été détruite pendant la guerre de Cent Ans et remplaçait peut-être le logis seigneurial qui semblait faire défaut au bourg.
Au XVe siècle, Tourteron (actuellement Tourtron) a été divisé en deux seigneuries. Le Grand Tourteron était une dépendance de la seigneurie du Fa. Ce sont les Saint-Hermine, seigneurs du Fa, qui firent construire le logis actuel au XVIe siècle. Charles d'Orléans, père de François Ier et comte d'Angoulême, acquit la seconde seigneurie, située plus au nord-est en direction de Plançon, dite le Petit Tourteron et dont il ne reste pas de trace du logis.
Le Petit Tourteron fut donc terre royale au XVIe siècle, mais fut vendue par Henri IV en 1593 avec la terre de Bouteville à Bernard de Béon de Massès, lieutenant-général d'Angoumois, Aunis et Saintonge, qui la revendit deux ans plus tard à Mathurin Gillibert, conseiller du roi. Tourteron passera ainsi entre les mains de nombreuses familles : Faligon, Gelinard, Regnauld, Dassier, Barbarin, de Terrasson...
La seigneurie d'Étaule était moins importante, mais elle s'étendait sur sept paroisses, dont Châteauneuf. Son logis était situé au lieu-dit éponyme, dominant la Charente et au sud de Tourteron.
Le logis du Maine-Michaud est un fief mentionné en 1622. Les bâtiments actuels ont été construits aux XVIIIe et XIXe siècles. Juste avant la Révolution, la famille de Terrasson possédait le Petit Tourteron, Étaule et le Maine-Michaud.

### Les moulins de Saint-Simeux
Traditionnellement l'économie de Saint-Simeux reposait sur les moulins et sur le transport fluvial.
Au lieu dit des Corbeaux, sur le barrage situé sur la Charente, il existe sept vannes destinées à recevoir des roues à aubes (la chute d'eau trop faible pour recevoir une turbine). Des moulins à blé et à huile ont été édifiés au XVIIIe siècle à l'emplacement d'anciens moulins mentionnés en 1331. En 1898, il ne reste plus que trois moulins, qui s'arrêtent dans la seconde moitié du XXe siècle.
Cinq de ces roues entraînaient des meules de pierre pour écraser les céréales. À partir de 1920 environ, il ne restait qu'une paire de meules écrasant de l'orge pour le bétail, qui s'est arrêtée vers 1962. Les trois autres vannes ont abandonné l'usage des meules et installé des cylindres vers cette année pour fabriquer de la farine de blé.
Le dernier de ces deux moulins fut la minoterie Marot qui a été construite en 1906 à la place d'un ancien moulin à blé. Elle a été agrandie en 1946 et a fermé en juin 1971.

## Politique et administration

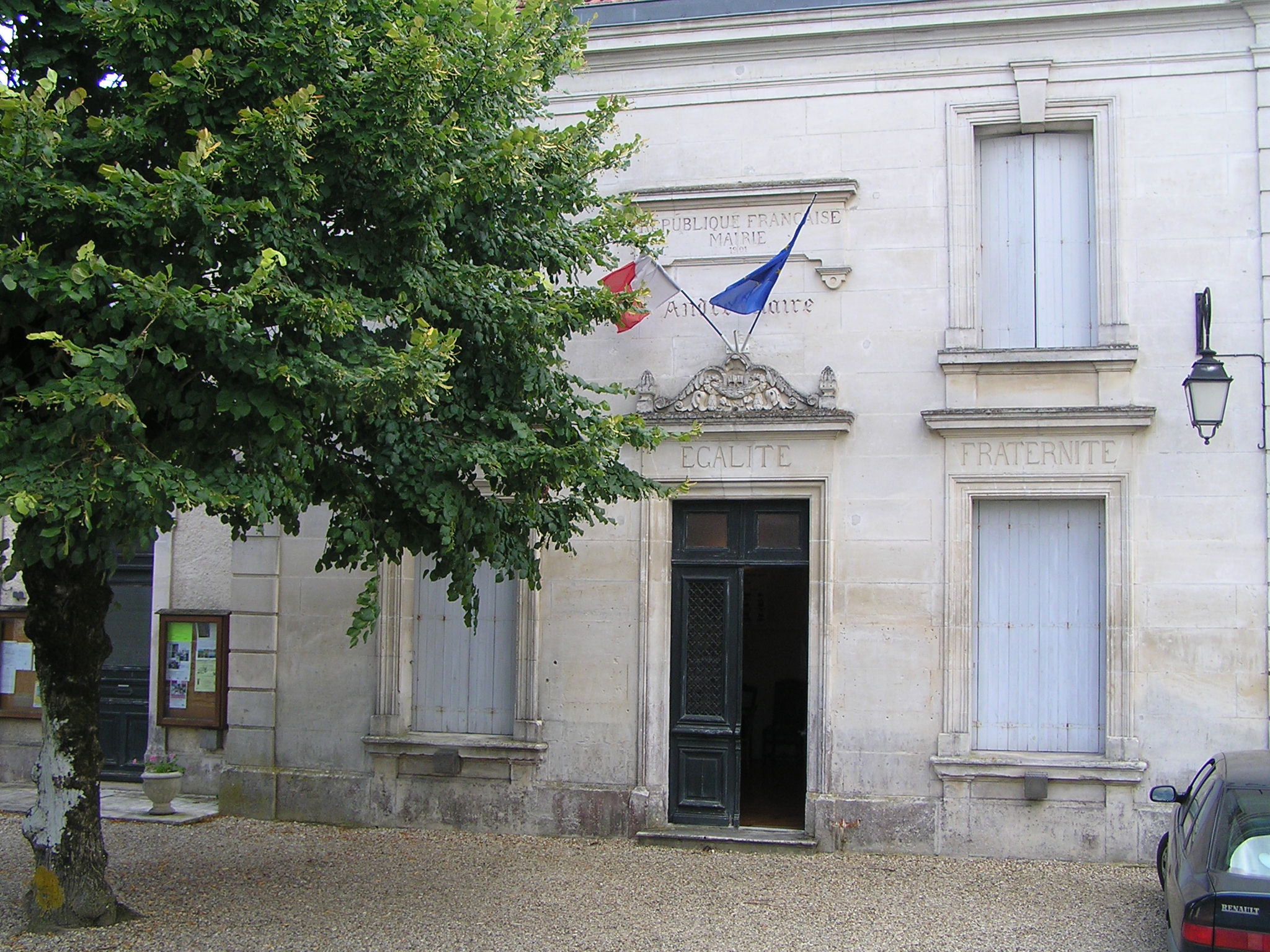
Mairie de Saint-Simeux.

### Liste des maires
| Période                                  | Période       | Identité        | Étiquette | Qualité                     |
| ---------------------------------------- | ------------- | --------------- | --------- | --------------------------- |
| Les données manquantes sont à compléter. |               |                 |           |                             |
| 1995                                     | 2014          | Joël Trény      | SE        | Maître d'œuvre retraité     |
| 2014                                     | juillet 2020  | Pierre Berton   | LR        | Ostéopathe-kinésithérapeute |
| juillet 2020                             | décembre 2020 | Monique Percept |           |                             |

| Période                                  | Période  | Identité        | Étiquette | Qualité |
| ---------------------------------------- | -------- | --------------- | --------- | ------- |
| Les données manquantes sont à compléter. |          |                 |           |         |
| janvier 2021                             | En cours | Monique Percept |           |         |

## Démographie

### Évolution démographique
L'évolution du nombre d'habitants est connue à travers les recensements de la population effectués dans la commune depuis 1793. Pour les communes de moins de 10 000 habitants, une enquête de recensement portant sur toute la population est réalisée tous les cinq ans, les populations de référence des années intermédiaires étant quant à elles estimées par interpolation ou extrapolation. Pour la commune, le premier recensement exhaustif entrant dans le cadre du nouveau dispositif a été réalisé en 2004.

En 2018, la commune comptait 577 habitants, en évolution de −0,35 % par rapport à 2012 (Charente : −0,48 %, France hors Mayotte : +2,11 %).
| 1793 | 1800 | 1806 | 1821 | 1831 | 1841 | 1846 | 1851 | 1856 |
| ---- | ---- | ---- | ---- | ---- | ---- | ---- | ---- | ---- |
| 555  | 583  | 584  | 579  | 633  | 529  | 561  | 582  | 619  |

| 1861 | 1866 | 1872 | 1876 | 1881 | 1886 | 1891 | 1896 | 1901 |
| ---- | ---- | ---- | ---- | ---- | ---- | ---- | ---- | ---- |
| 620  | 643  | 568  | 543  | 518  | 485  | 453  | 438  | 436  |

| 1906 | 1911 | 1921 | 1926 | 1931 | 1936 | 1946 | 1954 | 1962 |
| ---- | ---- | ---- | ---- | ---- | ---- | ---- | ---- | ---- |
| 441  | 419  | 425  | 401  | 419  | 369  | 412  | 411  | 411  |

| 1968 | 1975 | 1982 | 1990 | 1999 | 2004 | 2006 | 2009 | 2014 |
| ---- | ---- | ---- | ---- | ---- | ---- | ---- | ---- | ---- |
| 374  | 345  | 366  | 456  | 452  | 476  | 493  | 565  | 598  |

| 2018 | - | - | - | - | - | - | - | - |
| ---- | - | - | - | - | - | - | - | - |
| 577  | - | - | - | - | - | - | - | - |

### Pyramide des âges
La répartition de la population de la commune par tranches d'âge est, en 2007, la suivante :
- 50,1 % d’hommes (0 à 14 ans = 16,3 %, 15 à 29 ans = 15,5 %, 30 à 44 ans = 23,7 %, 45 à 59 ans = 23 %, plus de 60 ans = 21,5 %) ;
- 49,9 % de femmes (0 à 14 ans = 23 %, 15 à 29 ans = 15,6 %, 30 à 44 ans = 24,1 %, 45 à 59 ans = 18,1 %, plus de 60 ans = 19,1 %).

La population de la commune est relativement jeune. Le taux de personnes d'un âge supérieur à 60 ans (20,4 %) est en effet inférieur au taux national (21,6 %) et au taux départemental (26,6 %).
Contrairement aux répartitions nationale et départementale, la population masculine de la commune est supérieure à la population féminine (50,1 % contre 48,4 % au niveau national et 48,5 % au niveau départemental).
| Hommes | Classe d’âge | Femmes |
| ------ | ------------ | ------ |
| 0,7    | 90 ans ou +  | 0,0    |
| 6,7    | 75 à 89 ans  | 7,8    |
| 14,1   | 60 à 74 ans  | 11,3   |
| 23,0   | 45 à 59 ans  | 18,1   |
| 23,7   | 30 à 44 ans  | 24,1   |
| 15,5   | 15 à 29 ans  | 15,6   |
| 16,3   | 0 à 14 ans   | 23,0   |

| Hommes | Classe d’âge | Femmes |
| ------ | ------------ | ------ |
| 0,5    | 90 ans ou +  | 1,6    |
| 8,2    | 75 à 89 ans  | 11,8   |
| 15,2   | 60 à 74 ans  | 15,8   |
| 22,3   | 45 à 59 ans  | 21,5   |
| 20,0   | 30 à 44 ans  | 19,2   |
| 16,7   | 15 à 29 ans  | 14,7   |
| 17,1   | 0 à 14 ans   | 15,4   |

## Économie

### Agriculture
La commune est essentiellement rurale, et la viticulture occupe une partie de l'activité agricole. Saint-Simeux est classé dans les Fins Bois, dans la zone d'appellation d'origine contrôlée du cognac.

### Commerces
En 2016, les artisans de Saint-Simeux sont un maçon et deux menuisiers ainsi qu'un électricien-plombier-chauffagiste.

## Équipements, services et vie locale

### Enseignement
L'école est un RPI entre Mosnac et Saint-Simeux, qui accueillent chacune une école élémentaire. L'école de Saint-Simeux, située au bourg, comprend deux classes. Le secteur du collège est Châteauneuf,.

## Lieux et monuments

### Patrimoine religieux
L'église paroissiale Saint-Siméon date du XIIe siècle, et a été remaniée au XIVe siècle. Elle a été reconstruite  en 1867-1868 car en 1844, le chœur, le clocher et le goutterot gauche de la nef s'étaient effondrés. Les voûtes en briques datent de 1893 et la charpente a été refaite et le clocher consolidé de 1964 à 1969.

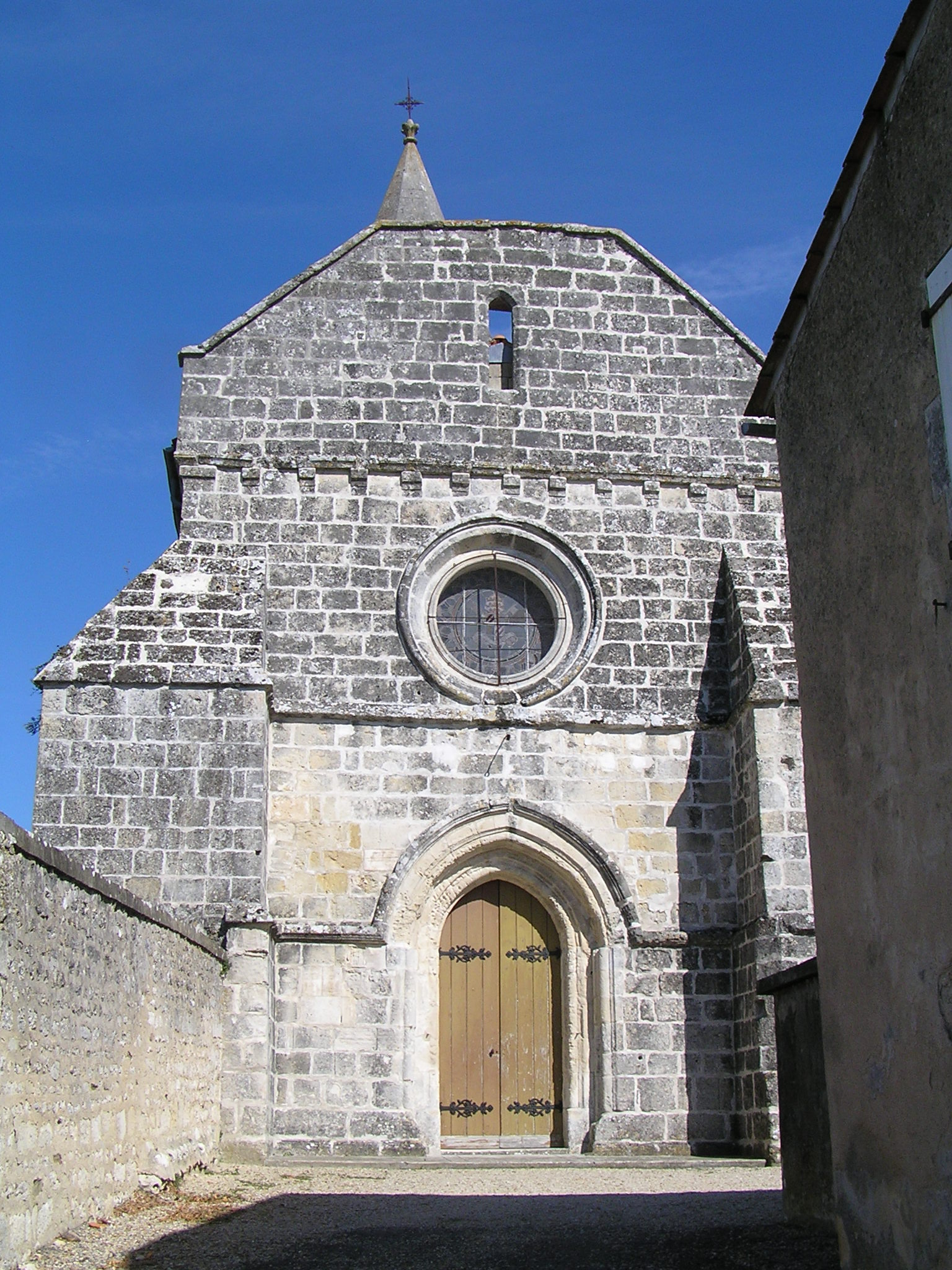
Montée vers l'église.
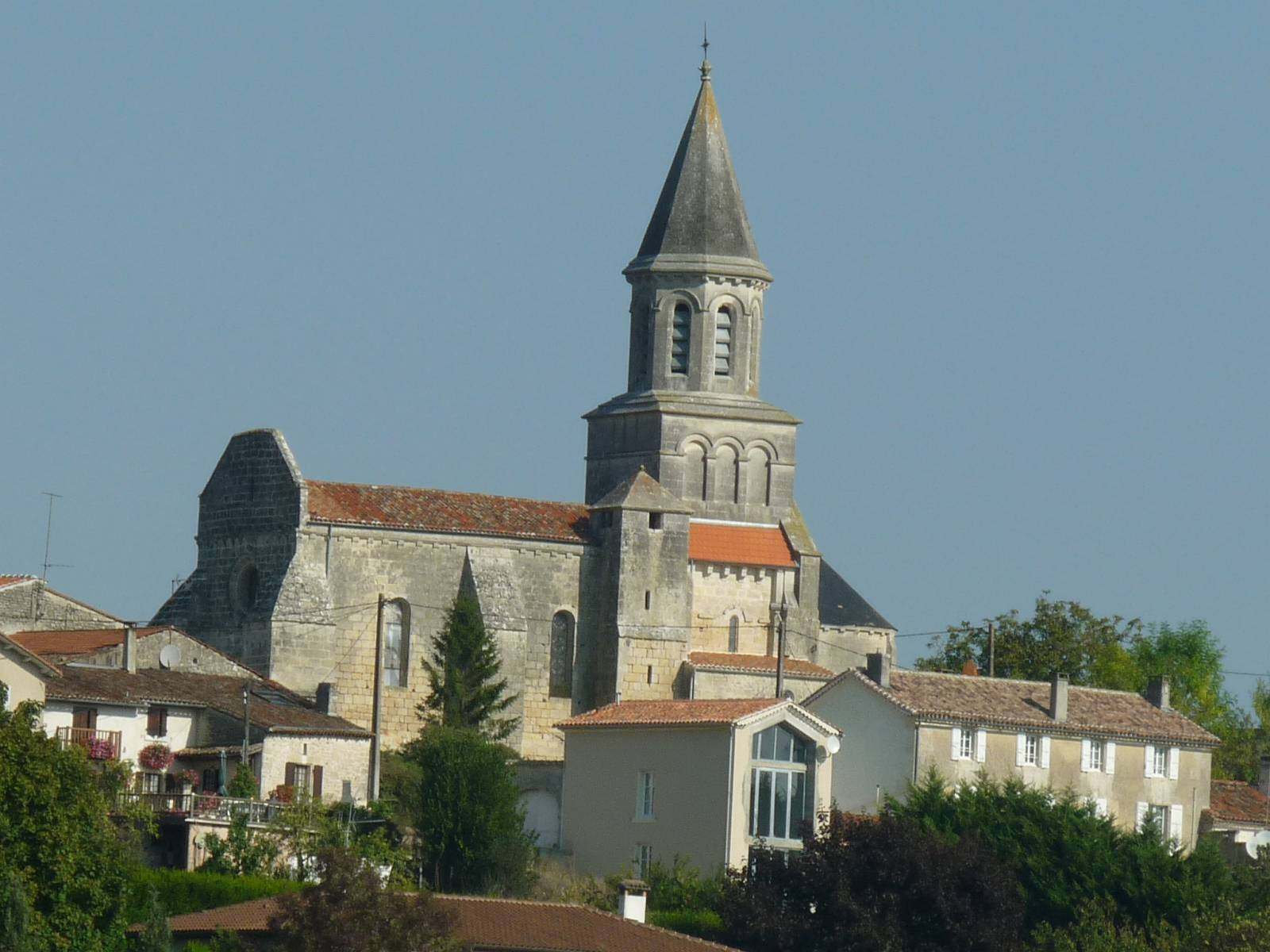
Vue générale.
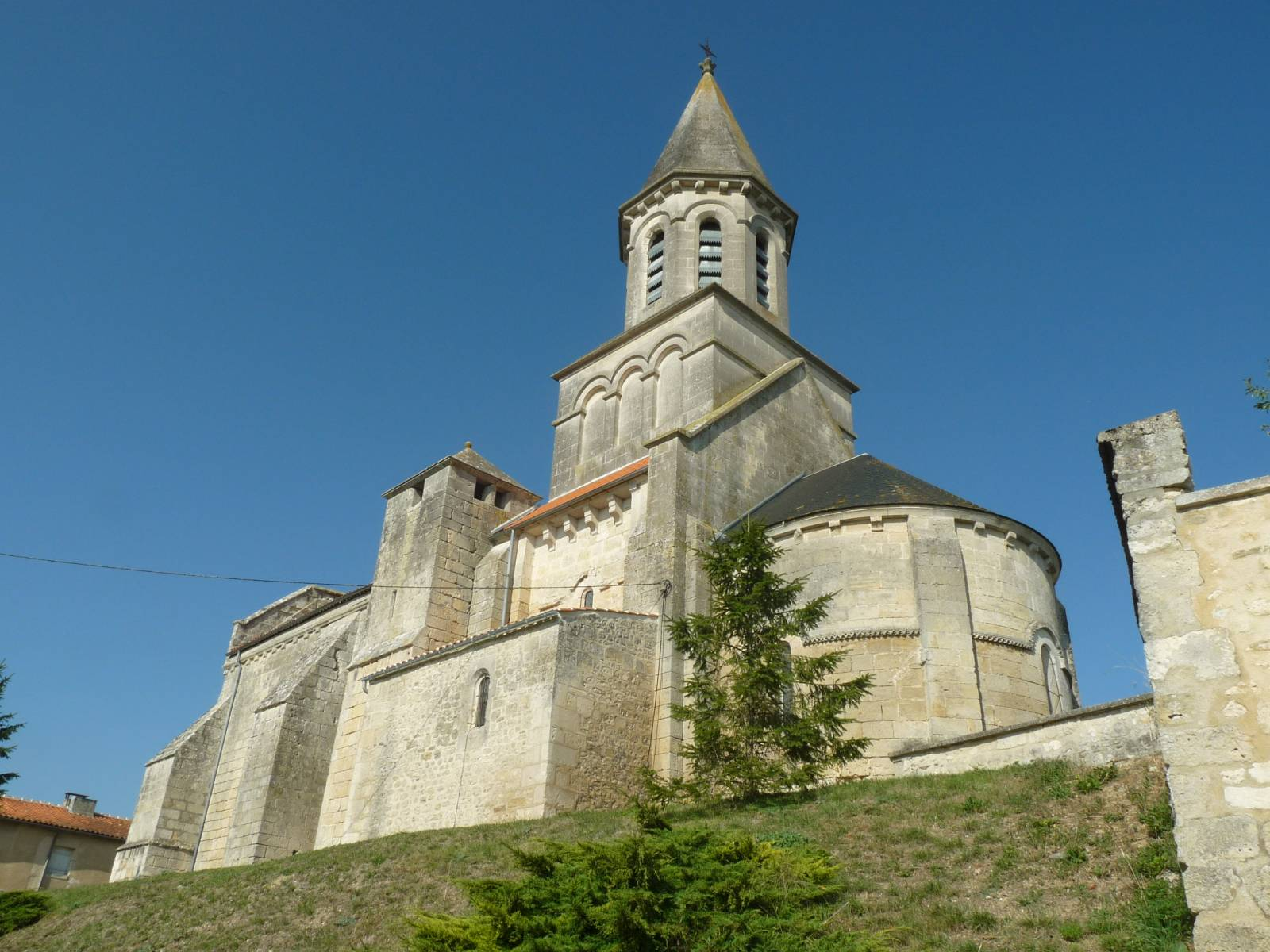
Vue depuis le "rempart".

### Patrimoine civil
Le logis de Tourteron porte sur une petite porte la date de 1592 et sur le portail celle de 1636; il aurait été reconstruit sous François Ier. Il comporte autour d'une cour carrée des communs, un four banal, une pièce à bugée (buanderie), une chapelle et une échauguette. Les communs et les dépendances sud-est ont été remaniés au XIXe siècle. Au logis est accolé un pigeonnier.

### Patrimoine environnemental

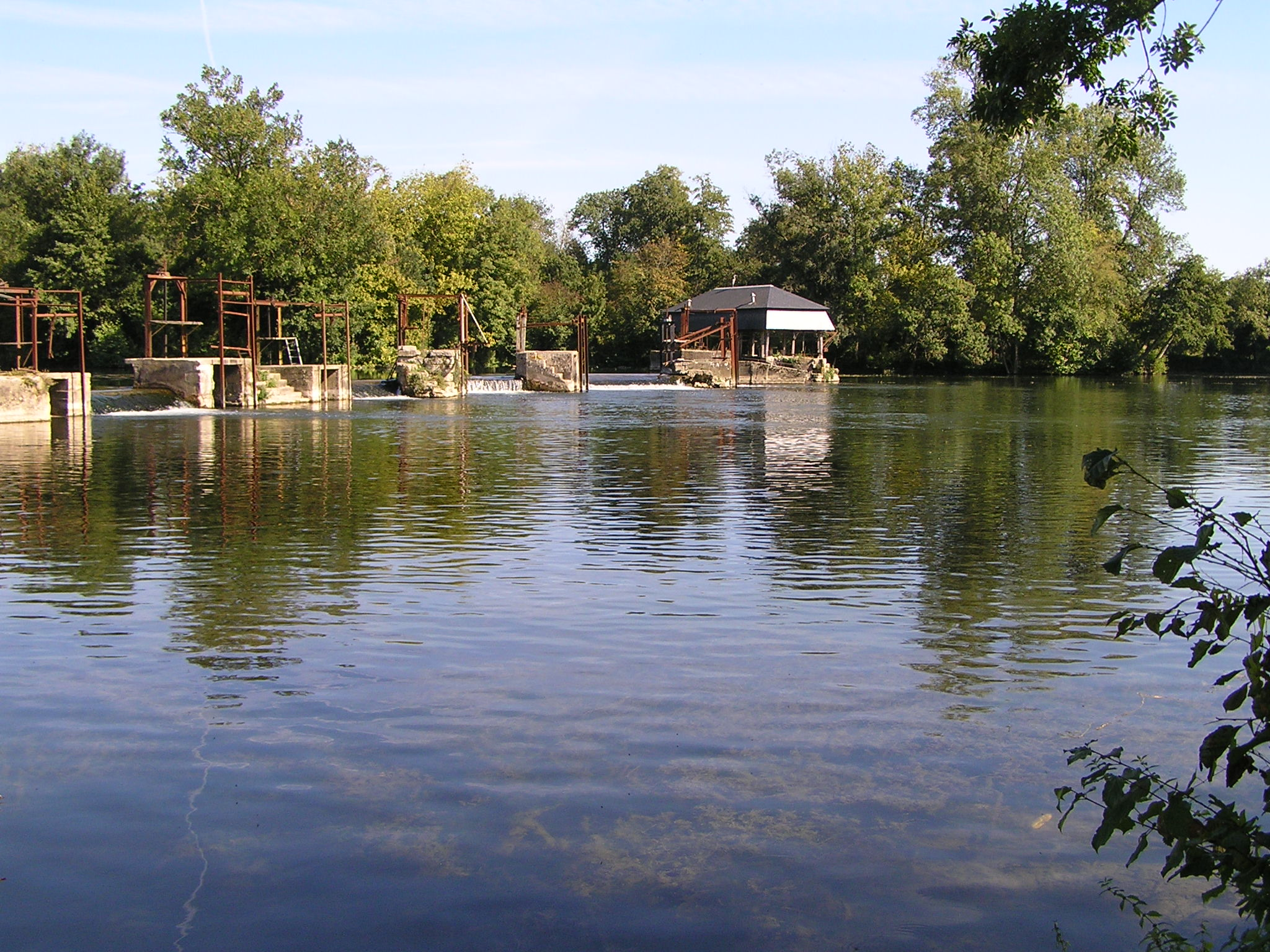
La Charente.
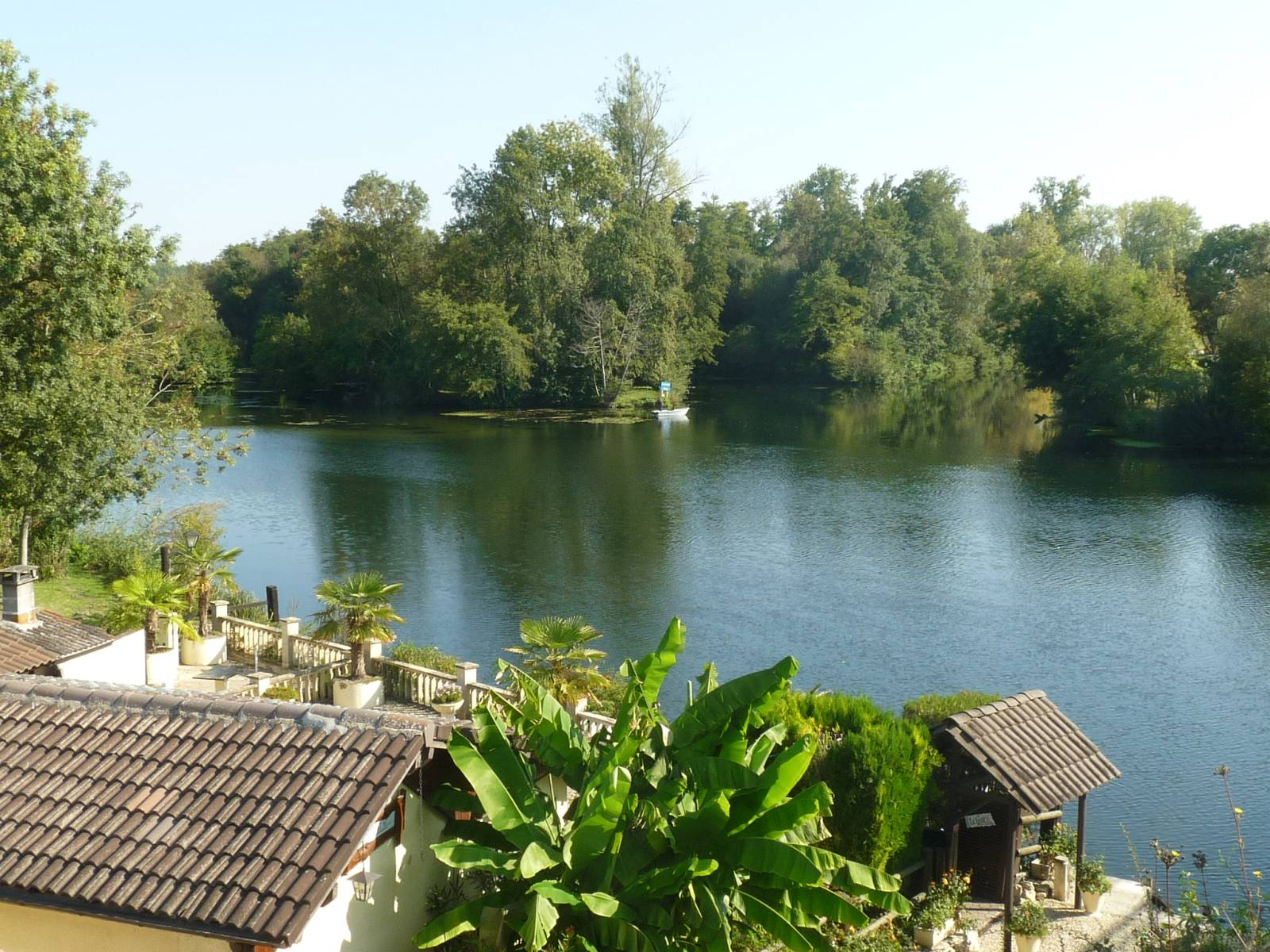
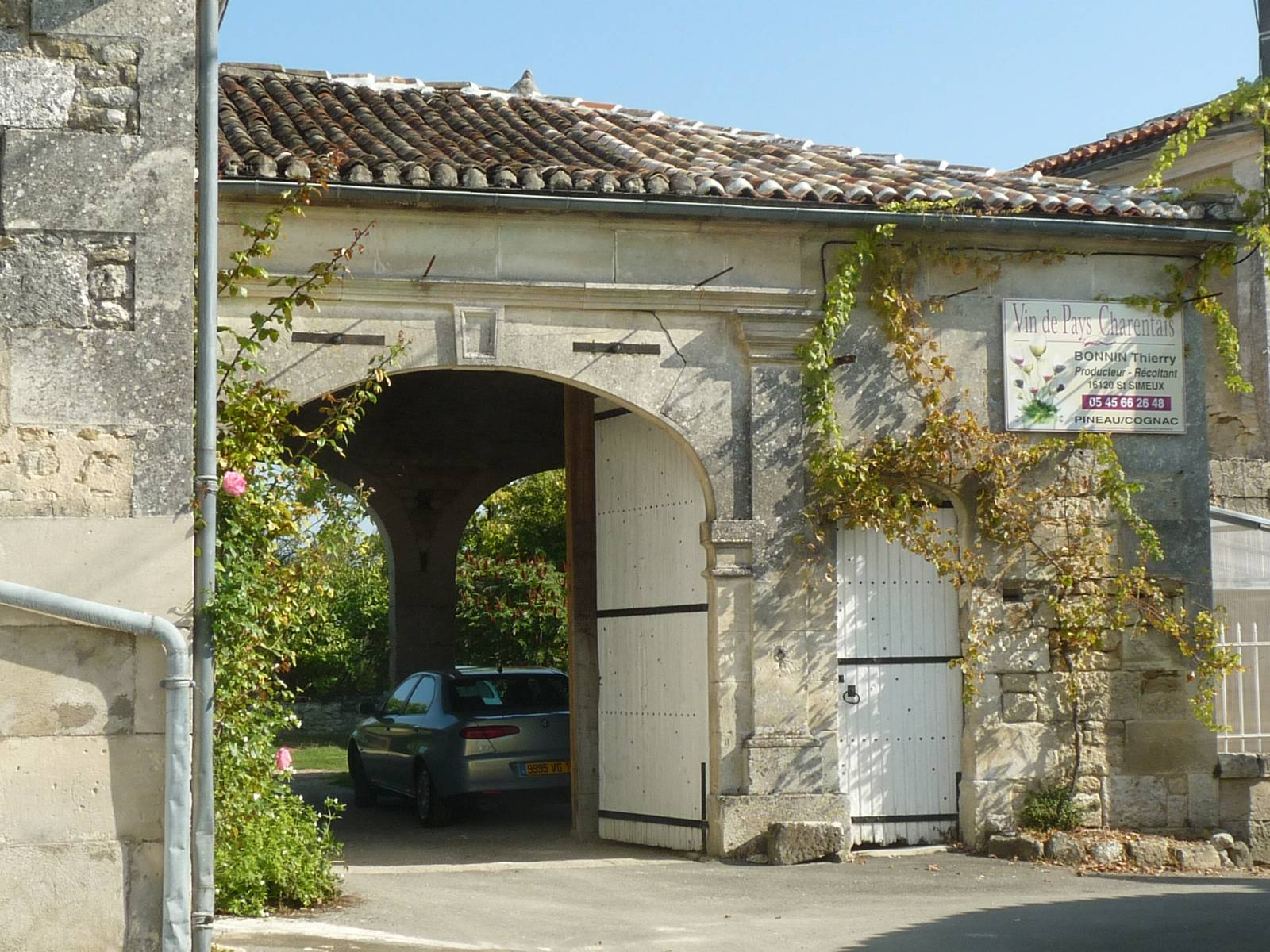
Portail charentais.
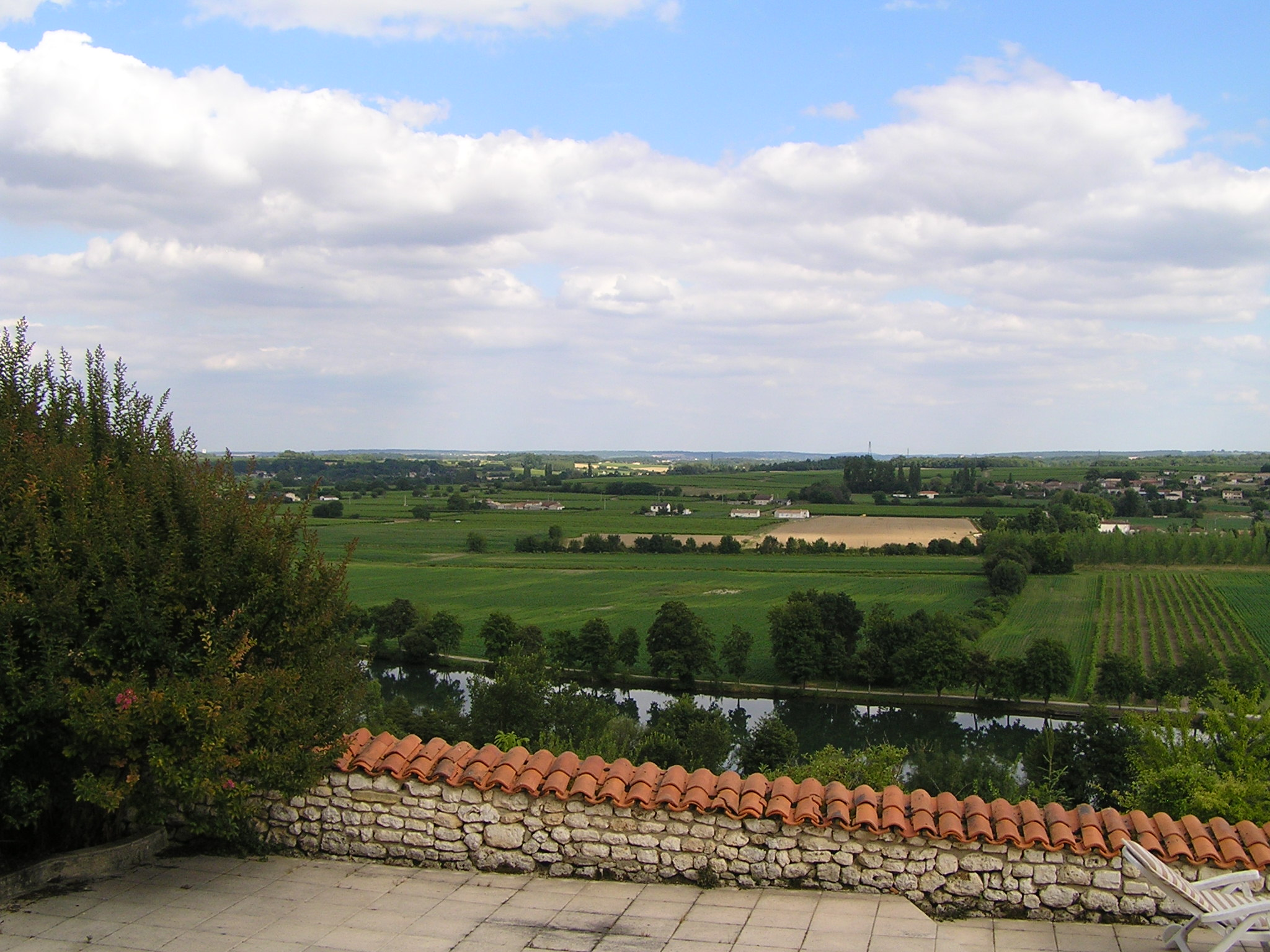
Panorama sur la vallée depuis le "rempart"
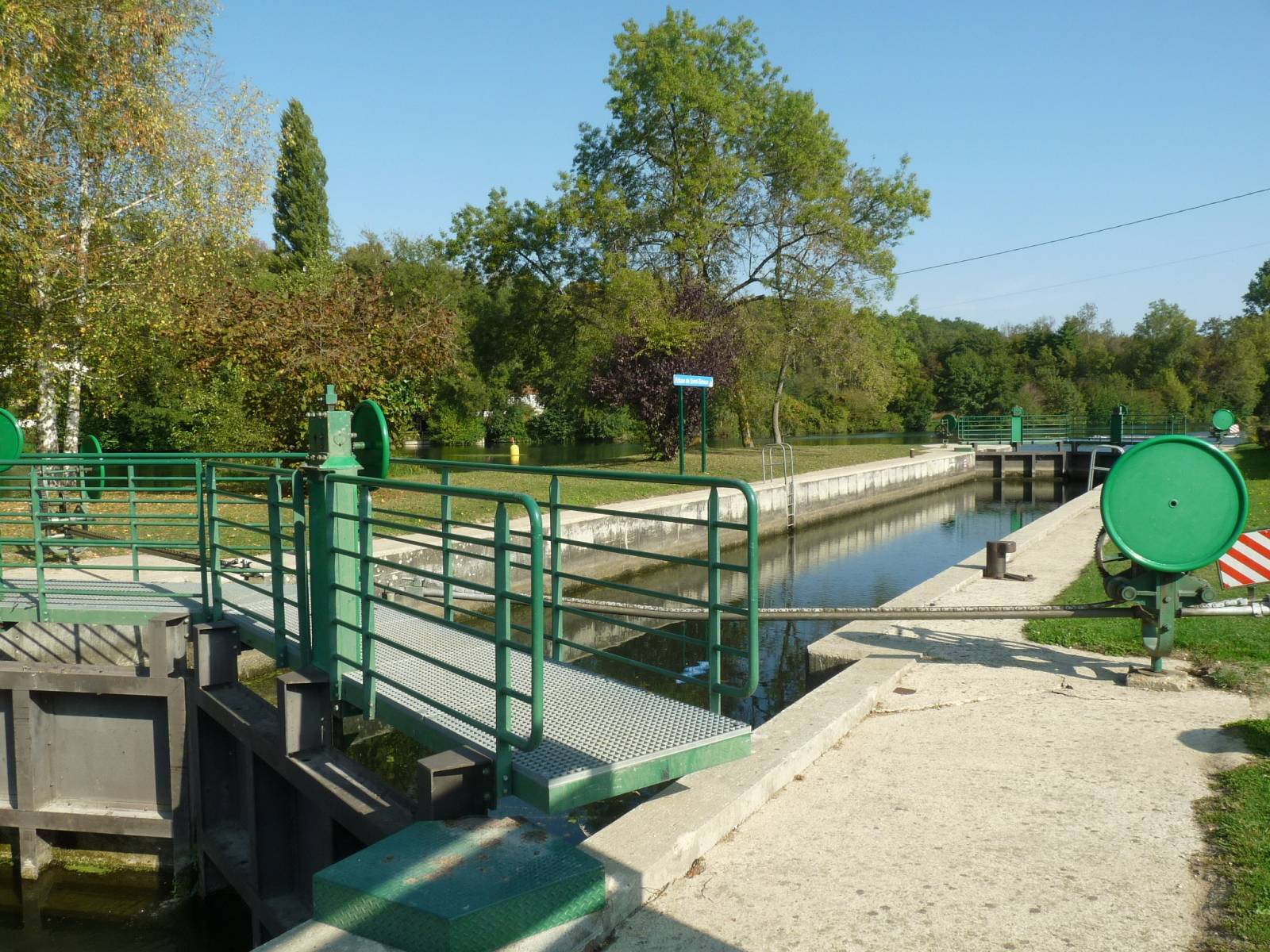
L'écluse de Saint-Simeux
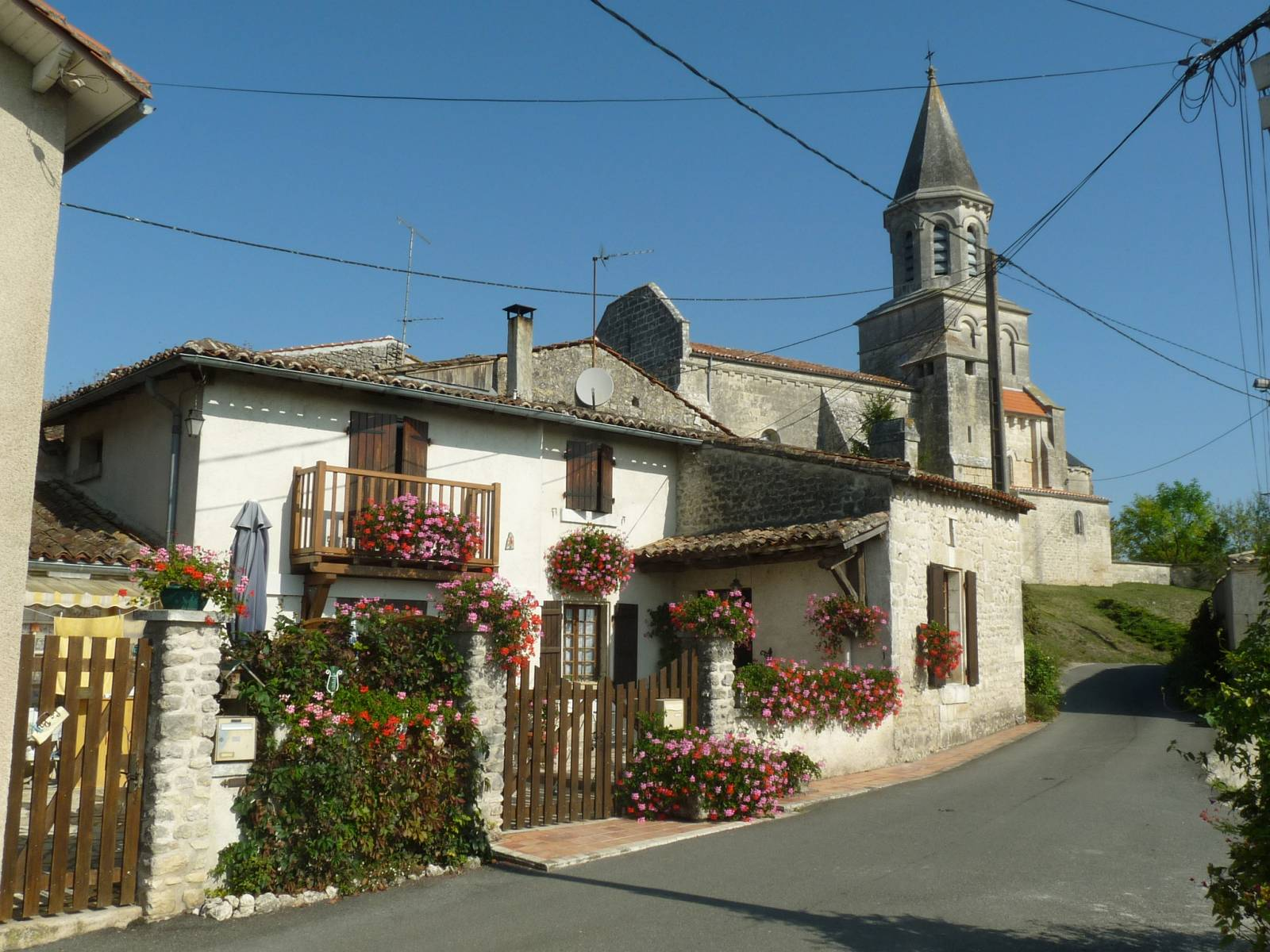
Une rue du village
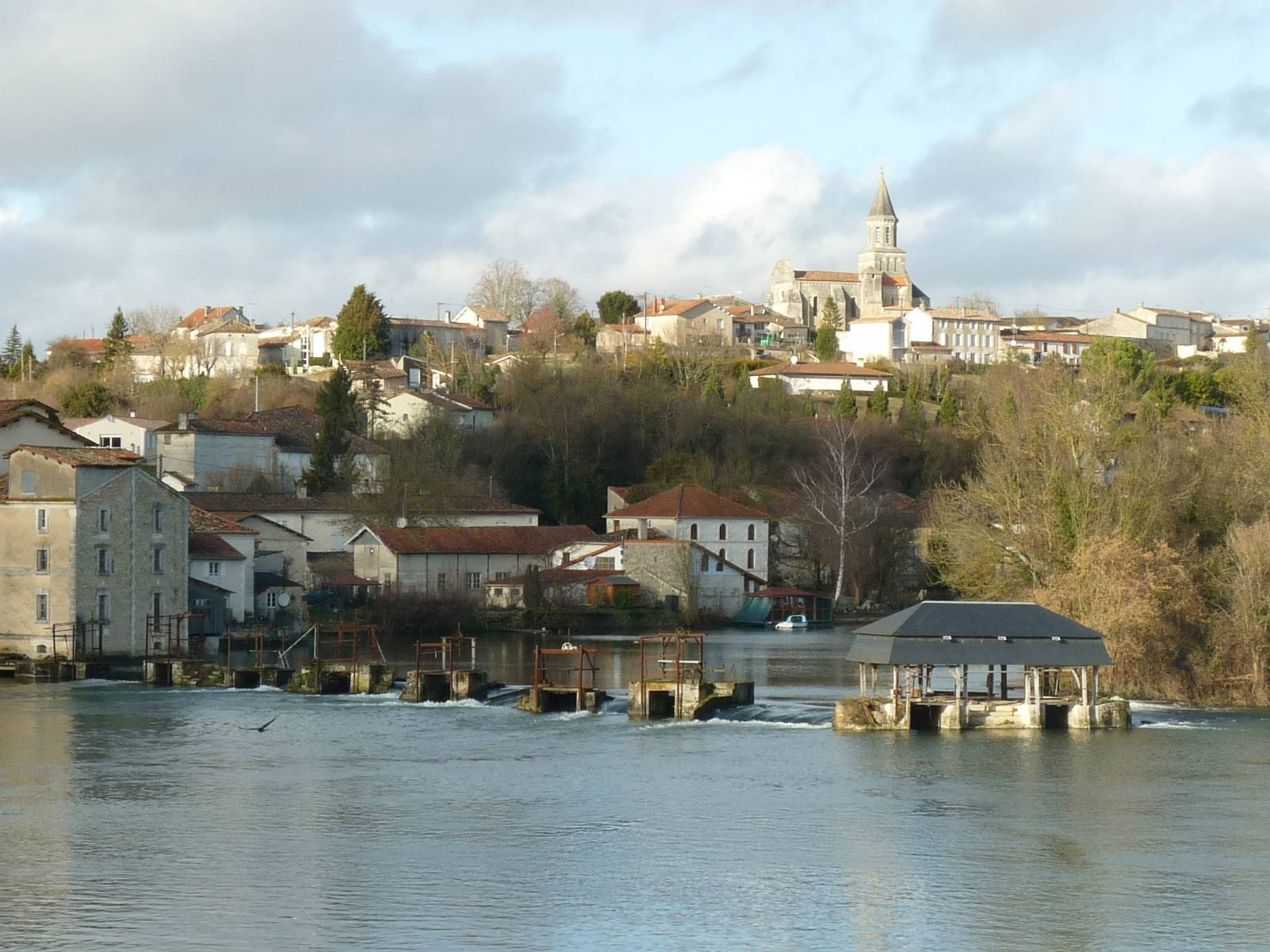
Les pêcheries vues du pont.

Le GR 4 qui va de Royan à Grasse traverse la commune et franchit le fleuve.

## Personnalités liées à la commune
- Paul Cognasse (1914-1993) : artiste peintre, sculpteur et verrier, inhumé au cimetière communal.